# Lørdagspigerne
Lørdagspigerne (vertaald: zaterdagmeisjes) was een Deens zangtrio, bestaande uit Birthe Buch, Inge Strauss en Nete Schreiner. Ze waren actief in de jaren 50. Hun debuut maakte ze op 8 september 1951. Hun naam verwijst naar de zaterdagavond, waarop de zangeressen in het Deense radioprogramma "Aftenunderholdning og Bal" optraden. In het begin van de jaren 60 is het zangtrio uit elkaar gegaan.